# Jogginghose

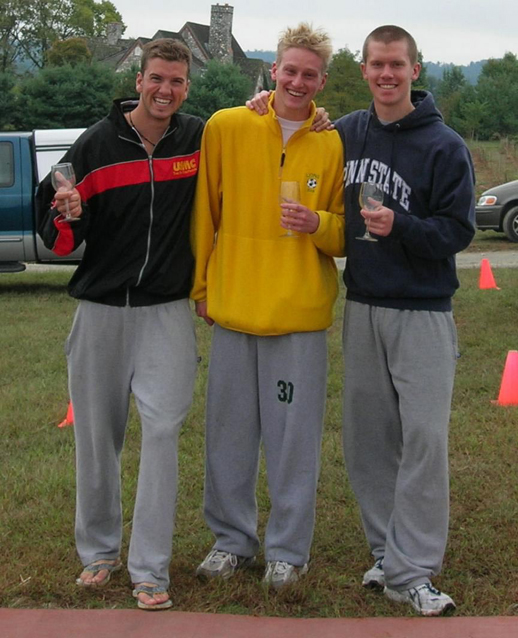
Männer mit grauen Jogginghosen

Eine Jogginghose, in der Schweiz Trainerhose, ist eine Hose, die zum Joggen getragen werden kann und in der Regel aus Sweatshirt-Stoff besteht. Lange Jogginghosen werden daher im Englischen sweatpants genannt. Jogginghosen enden oft, aber nicht immer, unten im Knöchelbereich mit einem Bündchen. Sie sind meist lang und gemäßigt weit geschnitten oder (seltener) kürzer, z. B. als Dreiviertelhosen oder Shorts.
Der Begriff „Jogginghose“ wird umgangssprachlich unscharf auch für lange Sporthosen verwendet, d. h. für bequeme Hosen, die bei Sport- und Freizeitaktivitäten getragen werden. Sie sind oft auch Teil eines Sportanzugs. Der Begriff „Jogginghose“ bezieht sich aber ausdrücklich nicht auf die kurzen Turnhosen wie Fußball- oder Sprintershorts.
Bei Sporthosen unterscheidet man zwischen den ausschließlich kurzen Turnhosen und den häufig, aber nicht immer langen Trainingshosen oder Jogginghosen. „Jogginghosen“ im weiteren Wortsinne umfassen dabei sowohl die Trainingshosen (z. B aus speziellem Funktionsmaterial) als auch die Jogginghosen im engeren, traditionellen Wortsinne (aus Sweatshirt-Stoff). Es gibt aber auch noch diverse andere spezielle Sporthosen (Kickboxhosen, Bodyhosen, enge Laufhosen etc.).
Häufig ist eine lange Trainings- oder Jogginghose Teil eines zweiteiligen Trainings- oder Jogginganzugs. Trainingsanzüge bestehen meist aus Jacke und Hose, das Material ist oft Nylon (z. B. Fallschirmseide, Glanzstoff-Trikot) oder Polyester. Außerdem werden Trainingsanzüge aus speziell entwickelten Funktionstextilien mit besonderen Eigenschaften angeboten (z. B. atmungsaktiv, wasserabweisend, winddicht). Manchmal besitzen Trainingsanzüge eine zweite Stofflage innen (Futter) aus Frottee, Baumwolljersey oder Netzstoff. Jogginganzüge bestehen dagegen aus Sweatshirt oder Sweatjacke (als Variante auch mit Kapuze) und Hose aus Sweatshirt-Stoff, der eigentlichen Jogginghose im engeren Wortsinne. Jogginganzüge (im engeren Sinne) werden inzwischen auch als einteilige Anzüge angeboten.
Sporthosen werden von nahezu allen Sportartikelherstellern produziert. Sportanzüge als Einteiler werden etwa von Fußballtorhüterinnen und -torhütern getragen.

## Geschichte
Die ersten Trainingshosen wurden in den 1920er Jahren von Émile Camuset produziert. Er war der Gründer des französischen Sportartikelherstellers Le Coq Sportif. Die Jogginghosen waren einfach gestrickte graue Jerseyhosen, die es Athleten erlaubten, sich bequem zu strecken und zu laufen.
Im Jahr 2009 riefen vier junge Österreicher den Internationalen Tag der Jogginghose ins Leben, der seither am 21. Januar gefeiert wird.

## Design
Jogginghosen bestehen historisch betrachtet in der Regel aus Baumwollfasern und sind oft grob gestrickt. An der Taille sind sie meist elastisch. Es gibt Jogginghosen mit und ohne Hosentaschen. Jogginghosen sind traditionell aschegrau, aber es gibt sie inzwischen in vielen unterschiedlichen Farben. Sie sind gewöhnlich weit und „baggy“, wodurch sie eine hohe Flexibilität und Tragekomfort aufweisen. Kürzere Jogginghosen werden als Dreiviertelhosen oder auch als Shorts (im Englischen sweatshorts) angeboten. Wärmere Varianten der Jogginghose werden aus Fleece hergestellt. Zunächst wurden diese praktischen Hosen nur bei Sport- und Freizeitaktivitäten getragen. Heutzutage gibt es Jogginghosen in vielen verschiedenen Stilen, Formen und Materialien. Aufgrund ihres Komforts erfreuen sich Jogginghosen großer Beliebtheit. Eine Variation der Jogginghose sind die karottenförmigen Bodyhosen mit breitem Boxerbund, die besonders in den 1990er Jahren in der Bodybuilding-Szene beliebt waren, aber noch immer produziert werden. Siehe auch: Artikel Bodybuilding, Abschnitt Kleidung.

## In der Populärkultur
Jogginghosen gehören zum Stereotyp des Proleten-Outfits. Ein Karl Lagerfeld zugeschriebenes Zitat aus dem Jahr 2012 lautete: „Wer eine Jogginghose trägt, hat die Kontrolle über sein Leben verloren.“ Andererseits produzierte die Modebranche nach 2010 auch Jeans und Chinos in Jogginghosen-Schnitt, ähnliche Schnitte gab es bereits in den 1980er Jahren. 2014 überraschte Lagerfeld auf der Paris Fashion Week mit Jogginghosen, die er für Chanel entworfen hatte.

## Variationen
- Mode-Jogginghosen
- Wind-Jogginghosen
- Tear Away Pants
- Muscle Pants